# NGC 3328
NGC 3328 је двојна звезда у сазвежђу Лав која се налази на NGC листи објеката дубоког неба.
Деклинација објекта је + 9° 18' 2" а ректасцензија 10h 39m 54,2s. Привидна величина (магнитуда) објекта NGC 3328 износи 13,4.